# David Adams
David Adams (Città del Capo, 5 gennaio 1970) è un ex tennista sudafricano.

## Biografia

### Carriera tennistica
Diventato professionista nel 1989, Adams partecipa per la prima volta ad una prova dello Slam un anno dopo agli Australian Open, in doppio, con il compagno José Francisco Altur, venendo sconfitto al secondo turno. La sua prima e unica partecipazione ad un torneo del Grande Slam in singolo, avviene 6 anni dopo, nel 1996, sempre agli Open di Australia, perdendo al primo turno dallo slovacco Karol Kučera con un punteggio di 5-7, 0-6, 0-6.
David Adams conquista il suo primo titolo in carriera a Monaco di Baviera, il 4 maggio 1992 con il compagno Menno Oosting. Soltanto un mese dopo, Adams riesce a raggiungere la sua prima finale in un torneo del Grande Slam agli Open di Francia con il russo Andrej Ol'chovskij, perdendo contro gli svizzeri Jakob Hlasek e Marc Rosset in 3 set.
Si ritira nel 2003.
Durante la sua carriera, ha vinto 19 titoli su 52 finali disputate, raggiungendo il 9º posto del ranking ATP. Nel singolare, invece, la sua massima posizione nel ranking è stata di 131º, raggiunta nel 1994.

## Statistiche

### Doppio

#### Vittorie (19)
| Legenda                                                      |
| Grande Slam (0)                                              |
| ATP Tour World Championships / Tennis Masters Cup (0)        |
| ATP Super 9 / Tennis Masters Series (0)                      |
| ATP Championships Series / ATP International Series Gold (5) |
| ATP World Series / ATP International Series (14)             |

| Numero | Data              | Torneo                                                     | Superficie       | Compagno              | Avversari in finale                     | Punteggio            |
| 1.     | 4 maggio 1992     | Internazionali di Tennis di Baviera, Monaco di Baviera (1) | Terra rossa      | Menno Oosting         | Tomáš Anzari Carl Limberger             | 3-6, 7-5, 6-3        |
| 2.     | 7 marzo 1993      | Copenaghen Open, Copenaghen                                | Sintetico indoor | Andrej Ol'chovskij    | Martin Damm Daniel Vacek                | 6-3, 3-6, 6-3        |
| 3.     | 5 aprile 1993     | Estoril Open, Estoril                                      | Terra rossa      | Andrej Ol'chovskij    | Menno Oosting Udo Riglewski             | 6-3, 7-5             |
| 4.     | 20 febbraio 1994  | Stuttgart Championship Series, Stoccarda                   | Sintetico indoor | Andrej Ol'chovskij    | Grant Connell Patrick Galbraith         | 6-7, 6-4, 7-6        |
| 5.     | 21 marzo 1994     | Grand Prix Hassan II, Casablanca                           | Terra rossa      | Menno Oosting         | Cristian Brandi Federico Mordegan       | 6-3, 6-4             |
| 6.     | 8 agosto 1994     | Austrian Open, Kitzbühel                                   | Terra rossa      | Andrej Ol'chovskij    | Sergio Casal Emilio Sánchez             | 7-5, 7-6             |
| 7.     | 15 gennaio 1995   | Jakarta Open, Giacarta                                     | Cemento          | Andrej Ol'chovskij    | Ronald Agénor Shūzō Matsuoka            | 7-5, 6-3             |
| 8.     | 13 febbraio 1995  | Open 13, Marsiglia                                         | Sintetico indoor | Andrej Ol'chovskij    | Jean-Philippe Fleurian Rodolphe Gilbert | 6-1, 6-4             |
| 9.     | 10 marzo 1996     | Rotterdam Open, Rotterdam (1)                              | Cemento (i)      | Marius Barnard        | Hendrik Jan Davids Cyril Suk            | 6-3, 5-7, 7-6        |
| 10.    | 23 febbraio 1997  | European Community Championship, Anversa                   | Cemento          | Olivier Delaître      | Sandon Stolle Cyril Suk                 | 3-6, 6-2, 6-1        |
| 11.    | 21 febbraio 1999  | Rotterdam Open, Rotterdam (2)                              | Cemento (i)      | John-Laffnie de Jager | Neil Broad Peter Tramacchi              | 6(5)–7, 6-3, 6-4     |
| 12.    | 11 luglio 1999    | Swedish Open, Båstad                                       | Terra rossa      | Jeff Tarango          | Nicklas Kulti Mikael Tillström          | 7–6(6), 6-4          |
| 13.    | 19 settembre 1999 | Brighton International, Bournemouth                        | Terra rossa      | Jeff Tarango          | Nicklas Kulti Michael Kohlmann          | 6-3, 6(5)–7, 7–6(5)  |
| 14.    | 20 febbraio 2000  | Rotterdam Open, Rotterdam (3)                              | Sintetico indoor | John-Laffnie de Jager | Tim Henman Evgenij Kafel'nikov          | 5-7, 6-2, 6-3        |
| 15.    | 27 febbraio 2000  | AXA Cup, Londra                                            | Cemento (i)      | John-Laffnie de Jager | Jan-Michael Gambill Scott Humphries     | 6–3, 6(7)–7, 7–6(11) |
| 16.    | 8 maggio 2000     | Internazionali di Tennis di Baviera, Monaco di Baviera (2) | Terra rossa      | John-Laffnie de Jager | Maks Mirny Nenad Zimonjić               | 6-4, 6-4             |
| 17.    | 15 settembre 2002 | Tashkent Open, Tashkent                                    | Cemento          | Robbie Koenig         | Raemon Sluiter Martin Verkerk           | 6-2, 7-5             |
| 18.    | 27 ottobre 2002   | St. Petersburg Open, San Pietroburgo                       | Cemento (i)      | Jared Palmer          | Irakli Labadze Marat Safin              | 7–6(8), 6-3          |
| 19.    | 13 gennaio 2003   | Auckland Open, Auckland                                    | Cemento          | Robbie Koenig         | Tomáš Cibulec Leoš Friedl               | 7–6(5), 3-6, 6-3     |

#### Finali perse (33)
| Legenda                                                      |
| Grande Slam (1)                                              |
| ATP Tour World Championships / Tennis Masters Cup (0)        |
| ATP Super 9 / Tennis Masters Series (3)                      |
| ATP Championships Series / ATP International Series Gold (7) |
| ATP World Series / ATP International Series (22)             |

| Numero | Data              | Torneo                                                        | Superficie       | Compagno              | Avversari in finale                  | Punteggio           |
| 1.     | 7 giugno 1992     | Roland Garros, Parigi                                         | Terra rossa      | Andrej Ol'chovskij    | Jakob Hlasek Marc Rosset             | 6-7, 7-6, 5-7       |
| 2.     | 15 novembre 1992  | Kremlin Cup, Mosca (1)                                        | Cemento (i)      | Andrej Ol'chovskij    | Marius Barnard John-Laffnie de Jager | 4-6, 6-3, 6-7       |
| 3.     | 28 febbraio 1993  | Rotterdam Open, Rotterdam                                     | Sintetico indoor | Andrej Ol'chovskij    | Henrik Holm Anders Järryd            | 4-6, 6-7            |
| 4.     | 13 giugno 1993    | Rosmalen Open, Rosmalen                                       | Erba             | Andrej Ol'chovskij    | Patrick McEnroe Jonathan Stark       | 6-7, 6-1, 4-6       |
| 5.     | 19 settembre 1993 | Bordeaux Open, Bordeaux                                       | Terra rossa      | Andrej Ol'chovskij    | Pablo Albano Javier Frana            | 6-7, 6-4, 3-6       |
| 6.     | 17 ottobre 1993   | Bolzano Open, Bolzano                                         | Sintetico indoor | Andrej Ol'chovskij    | Hendrik Jan Davids Piet Norval       | 3-6, 2-6            |
| 7.     | 10 gennaio 1994   | Australian Men's Hardcourt Championships, Adelaide            | Cemento          | Byron Black           | Mark Kratzmann Andrew Kratzmann      | 4-6, 3-6            |
| 8.     | 3 aprile 1994     | ATP Osaka, Osaka                                              | Cemento          | Andrej Ol'chovskij    | Martin Damm Sandon Stolle            | 4-6, 4-6            |
| 9.     | 1º agosto 1994    | Dutch Open, Hilversum                                         | Terra rossa      | Andrej Ol'chovskij    | Daniel Orsanic Jan Siemerink         | 4-6, 2-6            |
| 10.    | 24 ottobre 1994   | China Open, Pechino                                           | Cemento (i)      | Andrej Ol'chovskij    | Tommy Ho Kent Kinnear                | 6-7, 3-6            |
| 11.    | 14 novembre 1994  | Kremlin Cup, Mosca (2)                                        | Cemento (i)      | Andrej Ol'chovskij    | Jacco Eltingh Paul Haarhuis          | w/o                 |
| 12.    | 25 maggio 1996    | ATP St. Pölten, St. Pölten (1)                                | Terra rossa      | Menno Oosting         | Sláva Doseděl Pavel Vízner           | 7-6, 4-6, 3-6       |
| 13.    | 28 luglio 1996    | Austrian Open, Kitzbühel                                      | Terra rossa      | Menno Oosting         | Libor Pimek Byron Talbot             | 6-7, 3-6            |
| 14.    | 15 settembre 1996 | Romanian Open, Bucarest                                       | Terra rossa      | Menno Oosting         | David Ekerot Jeff Tarango            | 6-7, 6-7            |
| 15.    | 29 settembre 1996 | Swiss Indoors, Basilea                                        | Cemento (i)      | Menno Oosting         | Evgenij Kafel'nikov Cyril Suk        | 3-6, 4-6            |
| 16.    | 2 marzo 1997      | Milan Indoor, Milano                                          | Sintetico indoor | Andrej Ol'chovskij    | Pablo Albano Peter Nyborg            | 4-6, 4-6            |
| 17.    | 15 giugno 1997    | Halle Open, Halle (Westfalen)                                 | Erba             | Marius Barnard        | Karsten Braasch Michael Stich        | 6-7, 2-6            |
| 18.    | 9 novembre 1997   | Kremlin Cup, Mosca (3)                                        | Cemento (i)      | Fabrice Santoro       | Martin Damm Cyril Suk                | 4-6, 3-6            |
| 19.    | 11 maggio 1998    | ATP German Open, Amburgo                                      | Terra rossa      | Brett Steven          | Donald Johnson Francisco Montana     | 4-6, 4-6            |
| 20.    | 24 maggio 1998    | ATP St. Pölten, St. Pölten (2)                                | Terra rossa      | Wayne Black           | Jim Grabb David Macpherson           | 4-6, 4-6            |
| 21.    | 19 ottobre 1998   | Vienna Open, Vienna                                           | Cemento (i)      | John-Laffnie de Jager | Evgenij Kafel'nikov Daniel Vacek     | 5-7, 3-6            |
| 22.    | 25 ottobre 1998   | Ostrava Open, Ostrava                                         | Sintetico indoor | Pavel Vízner          | Nicolas Kiefer David Prinosil        | 4-6, 3-6            |
| 23.    | 8 febbraio 1999   | Open 13, Marsiglia                                            | Cemento (i)      | Pavel Vízner          | Maks Mirny Andrej Ol'chovskij        | 5-7, 6(7)–7         |
| 24.    | 14 febbraio 1999  | Dubai Tennis Championships, Dubai                             | Cemento          | John-Laffnie de Jager | Wayne Black Sandon Stolle            | 6-4, 1-6, 4-6       |
| 25.    | 16 maggio 1999    | Internazionali d'Italia, Roma                                 | Terra rossa      | John-Laffnie de Jager | Ellis Ferreira Rick Leach            | 7-6, 1-6, 2-6       |
| 26.    | 22 agosto 1999    | Washington Open, Washington                                   | Cemento          | John-Laffnie de Jager | Justin Gimelstob Sébastien Lareau    | 5-7, 7–6(2), 3-6    |
| 27.    | 3 ottobre 1999    | Grand Prix de Tennis de Toulouse, Tolosa                      | Cemento          | John-Laffnie de Jager | Olivier Delaître Jeff Tarango        | 6-3, 6(2)–7, 4-6    |
| 28.    | 1º novembre 1999  | Stuttgart Super 9, Stoccarda                                  | Cemento (i)      | John-Laffnie de Jager | Jonas Björkman Byron Black           | 3-6, 4-6            |
| 29.    | 17 aprile 2000    | Estoril Open, Estoril                                         | Terra rossa      | Joshua Eagle          | Donald Johnson Piet Norval           | 4-6, 5-7            |
| 30.    | 15 gennaio 2001   | Auckland Open, Auckland                                       | Cemento          | Martín García         | Marius Barnard Jim Thomas            | 6(10)–7, 4-6        |
| 31.    | 4 marzo 2001      | Abierto Mexicano de Tenis, Acapulco                           | Terra rossa      | Martín García         | Donald Johnson Gustavo Kuerten       | 3-6, 6(5)–7         |
| 32.    | 11 marzo 2002     | Delray Beach International Tennis Championships, Delray Beach | Cemento          | Ben Ellwood           | Martin Damm Cyril Suk                | 4-6, 7–6(5), [5-10] |
| 33.    | 21 luglio 2002    | Stuttgart Open, Stoccarda                                     | Terra rossa      | Gastón Etlis          | Joshua Eagle David Rikl              | 3-6, 4-6            |